# 10 Minutes
10 Minutes je elektropopová píseň od rumunské zpěvačky Inny, která vyšla v roce 2010 na rumunské verzi svého debutového alba Hot.

## Video
Video pro píseň 10 Minut mělo premiéru 29. června 2010 na oficiálních stránkách Inny .Video bylo natáčeno v Londýně a režíroval ho Paul Boyd.

## Hitparáda
| Žebříček  | Příčka |
| --------- | ------ |
| Česko     | 10     |
| Slovensko | 34     |
| Rusko     | 85     |
| Rumunsko  | 3      |